# Episodi di Im Namen des Gesetzes (ottava stagione)
L'ottava stagione della serie televisiva Im Namen des Gesetzes è stata trasmessa in anteprima in Germania dalla RTL Television tra il 18 settembre 2001 e il 13 novembre 2001.
| nº | Titolo originale  | Titolo italiano | Prima TV Germania | Prima TV Italia |
| -- | ----------------- | --------------- | ----------------- | --------------- |
| 1  | Einbruch          | inedito         | 18 settembre 2001 | inedito         |
| 2  | Tod im OP         | inedito         | 25 settembre 2001 | inedito         |
| 3  | Blutige Spur      | inedito         | 2 ottobre 2001    | inedito         |
| 4  | Der kalte Tod     | inedito         | 9 ottobre 2001    | inedito         |
| 5  | Enttäuschte Liebe | inedito         | 16 ottobre 2001   | inedito         |
| 6  | Kopflos           | inedito         | 23 ottobre 2001   | inedito         |
| 7  | Riskantes Spiel   | inedito         | 30 ottobre 2001   | inedito         |
| 8  | Hetzjagd          | inedito         | 6 novembre 2001   | inedito         |
| 9  | Feuertod          | inedito         | 13 novembre 2001  | inedito         |